# In Search of the Fourth Chord
In Search of the Fourth Chord är ett musikalbum av den brittiska rockgruppen Status Quo som släpptes i september 2007. Namnet på albumet svarar på kritiken de fått för att bara spelat tre ackord på tidigare album  och är även en anspelning till albumet In Search of the Lost Chord släppt av The Moody Blues.
Gruppen återförenas här med producenten Pip Williams som producerat bland annat Rockin' All Over the World, Whatever You Want och In the Army Now.

## Låtlista
1. "Beginning of the End" (Rossi/Edwards) - 4:29
2. "Alright" (Parfitt/Morris) - 4:12
3. "Pennsylvania Blues Tonight" (Rossi/Young) - 3:42
4. "I Don't Wanna Hurt You Anymore" (Rossi/Young) - 4:00
5. "Electric Arena" (Rossi/Young) - 5:23
6. "Gravy Train" (Edwards) - 3:23
7. "Figure of Eight" (Bown) - 4:08
8. "You're the One for Me" (Letley) - 3:32
9. "My Little Heartbreaker" (Rossi/Young) - 3:50
10. "Hold Me" (Parfitt/Morris) - 4:35
11. "Saddling Up" (Rossi/Bown) - 3:42
12. "Bad News" (Edwards) - 5:05
13. "Tongue Tied" (Rossi/Young) - 4:24
14. "I Ain't Wasting My Time" (Rossi/Young) - 3:36